# Krzysztof Drucki Sokoliński
Krzysztof Drucki Sokoliński herbu własnego (zm. w 1640 roku) – książę, kasztelan połocki w latach 1625-1639, surogator grodzki połocki w latach 1623-1627, kasztelan mścisławski w 1623 roku, starosta jezierzyski.
Syn Michała wojewody połockiego, 
Zygmunt III mianował go kasztelanem mścisławskim i wysłał w poselstwie do Rzymu i Wiednia.

## Życiorys
Studiował na Uniwersytecie w Ingolstadt w 1595 roku.